# Mboschi
Die Mboschis oder M’Boschi (auch Bulangui) sind eine Volksgruppe der Republik Kongo, konzentriert in den Regionen der la Cuvette und den Plateaus, meist entlang der Städte Oyo (la Cuvette) und Ollombo (les Plateaux), sowie im Viertel Talangaï von Brazzaville. 
Sie sprechen als Muttersprache die Sprache Mbosi oder Kimboschi.
Es ist die Volksgruppe, der der aktuelle Präsident der Republik Kongo angehört, Denis Sassou-Nguesso, sowie ein großer Teil seiner politischen Gefolgschaft, darunter der Konteradmiral Jean-Dominique Okemba, Spezialrat und inoffizieller „Vizepräsident“ der Republik. 